# Régionalisme occitan
Ne doit pas être confondu avec nationalisme occitan.
 (mai 2023).
Si vous disposez d'ouvrages ou d'articles de référence ou si vous connaissez des sites web de qualité traitant du thème abordé ici, merci de compléter l'article en donnant les références utiles à sa vérifiabilité et en les liant à la section « Notes et références ».
 (mai 2023).
- Si vous ne connaissez pas le sujet, laissez ce bandeau (vous pouvez alors contacter les auteurs).
- Si vous supprimez le contenu mis en cause (vous pouvez préalablement contacter les auteurs),

argumentez précisément cette suppression dans la page de discussion
(un manque de référence n'est pas un argument ; une recherche réelle de référence doit avoir été effectuée, être formellement documentée).
Le régionalisme occitan est un courant d'idées favorables à un plus grand pouvoir des régions occitanes sans remise en cause fondamentale du pouvoir de l'État. C'est une attitude de valorisation et de défense des particularités des régions occitanes ainsi que de l'identité occitane, qui ne remet en cause l'appartenance des Occitans aux nations espagnole, française, italienne ou monégasque.
Le régionalisme occitan a été historiquement incarné par deux courants qui ont comme point commun leur combat contre la centralisation étatique et leurs liens originels avec le Félibrige, source du renaissantisme occitan:
- Un courant provincialiste et décentralisateur est né en Provence au milieu du XIXe siècle: conservateur voire réactionnaire, parfois monarchiste car légitimiste et pro-catholique.[réf. nécessaire] Des félibres béarnais et gascons s'y rattachent et créèrent, en 1896, l'Escole Gastoû Febus ; ceux-ci eurent pour revue Reclams de Biarn et Gascougne, créée en 1897.
- Un mouvement progressiste est né ultérieurement par l'action de félibres principalements languedociens, limousins et provençaux: fédéraliste et républicain, patriote, albigéiste et anticlérical.[réf. nécessaire]

La séparation entre les deux courants n'est pas hermétique. Ils se sont entre-influencés et des personnalités catégorisées dans un courant ont fini par se profiler dans l'autre.
La théorie politique de l'ethnisme, en voie d'émergence, a permis le développement de l'occitanisme. Celui-ci fut écartelé à ses débuts entre les partisans du culturalisme exclusif et du centralisme prôné par des occitanistes proches du parti communiste français, et, de l'autre, le régionalisme-autonomisme d'éléments apolitiques souhaitant développer le capitalisme régional. L'occitanisme s'est ensuite nourri de l'anticolonialisme puis des utopies de Mai 68 et des idées post-soixante-huitardes jusqu'à ce qu'il s'insère dans la deuxième gauche et l'écologie politique.
Le régionalisme occitan n'a jamais présenté de front uni du fait des oppositions internes systématiques entre des idéologies parcourant toute l'Europe: 
- monarchisme/républicanisme,
- conservatisme/progressisme,
- collaboration/résistance,
- fédéralisme/décentralisation,
- engagement politique/action purement culturelle,
- etc.

## Entre fédéralisme et décentralisation auXIXesiècle
L'idée de décentralisation de l'État français est une revendication commune à plusieurs familles politiques et culturelles dont font partie les fédéralistes, les régionalistes, les nationalistes (ici défense d'une "minorité nationale" qui ne veut pas se fondre avec la nation française). 
En 1870, le mouvement fédéraliste et socialiste de la Commune de Paris est brièvement relayé à Marseille, Lyon, Limoges, Toulouse et Narbonne mais échoue. 
La seconde partie du XIXe siècle est marquée par un débat sur la décentralisation administrative qui aboutit à des réformes concrètes mais d'une ampleur limitée (réforme du mode de scrutin des élections communales où le suffrage universel remplace la nomination par les pouvoirs centraux). 
En 1876, les statuts du Félibrige font référence à une décentralisation au niveau provincial. Les manifestes contre la centralisation sont nombreux. Cette ébullition ne se traduit pas forcément dans les urnes et les candidats décentralisateurs, notamment socialistes proudhoniens ou royalistes, ne trouvent pas de majorité à l'assemblée.

### L'idée régionaliste et l'Occitanie

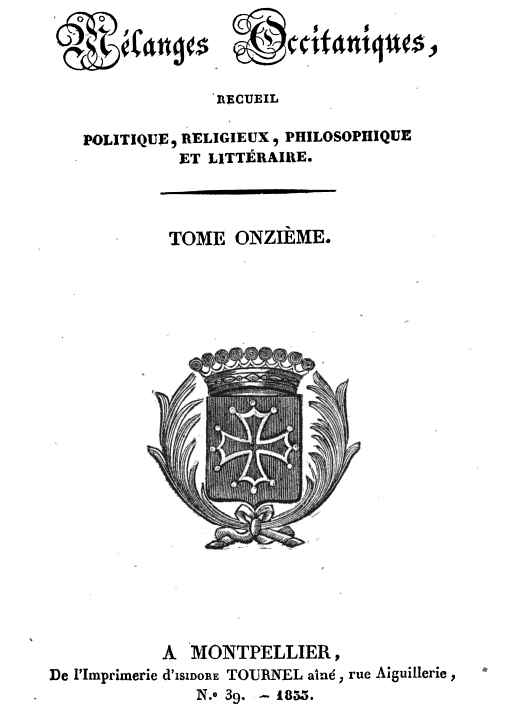
Frontispice avec la Croix occitane

Les Mélanges occitaniques sont une revue d'expression française fondée en 1831 à Montpellier en réaction à la Monarchie de Juillet. D'inspiration catholique et légitimiste, elle combat le centralisme parisien, en particulier le jacobinisme, et se place dans la continuité de l'histoire des États du Languedoc (Comitis occitaniea sur les jetons de présence en 1641) et de ses franchises politiques. Elle retrace en plusieurs livraisons l'histoire depuis le XIIIe siècle de la province du Languedoc, de sa langue et de ses institutions qu'elle appelle Occitaine. Dans son quatrième numéro les Mélanges occitaniques adoptent comme emblème la croix occitane. Pendant quatre ans, la revue fait la relation des révoltes populaires contre l'arbitraire administratif parisien, ainsi que contre l'idéologie libérale et la bureaucratie dans les différentes villes du Grand Sud comme Rodez, Aurillac ou même Lyon lors de la révolte des canuts pour laquelle elle organise une souscription. Ayant fait l'objet de six poursuites pour délits de presse, la revue a cessé de paraître en 1834 à la suite de la condamnation de son directeur par la cour d'assises de Montpellier à une peine de prison ferme pour délit de presse.

### L'idée d'une décentralisation à l'intérieur d'uneUnion Latine

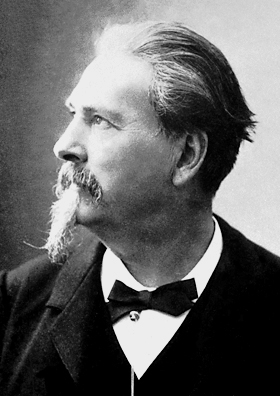
Frédéric Mistral.

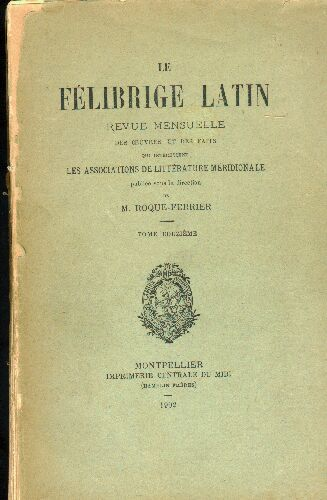
Le Félibrige latin, revue mensuelle.

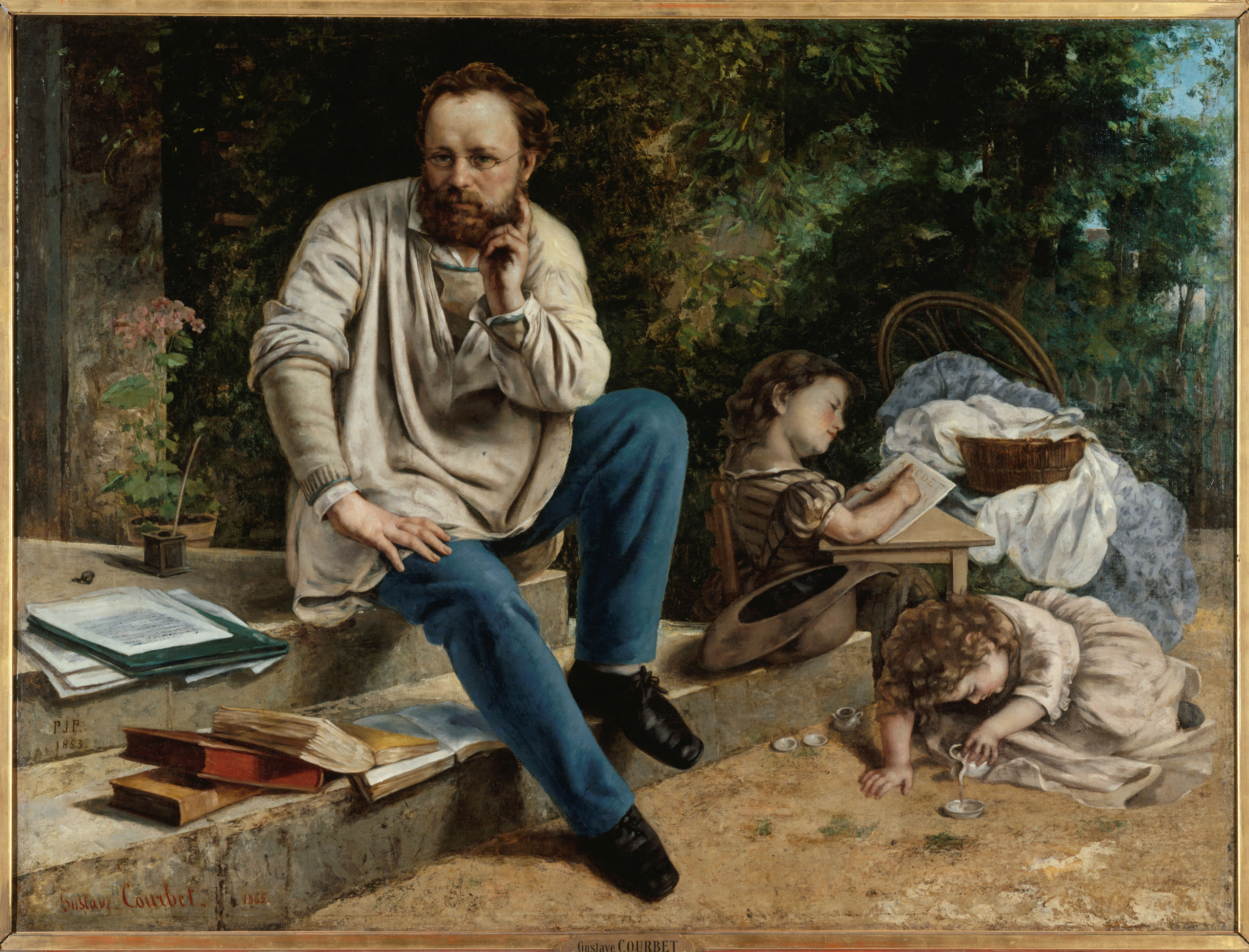
Proudhon et ses enfants par Gustave Courbet, 1865, (Petit Palais, Paris)

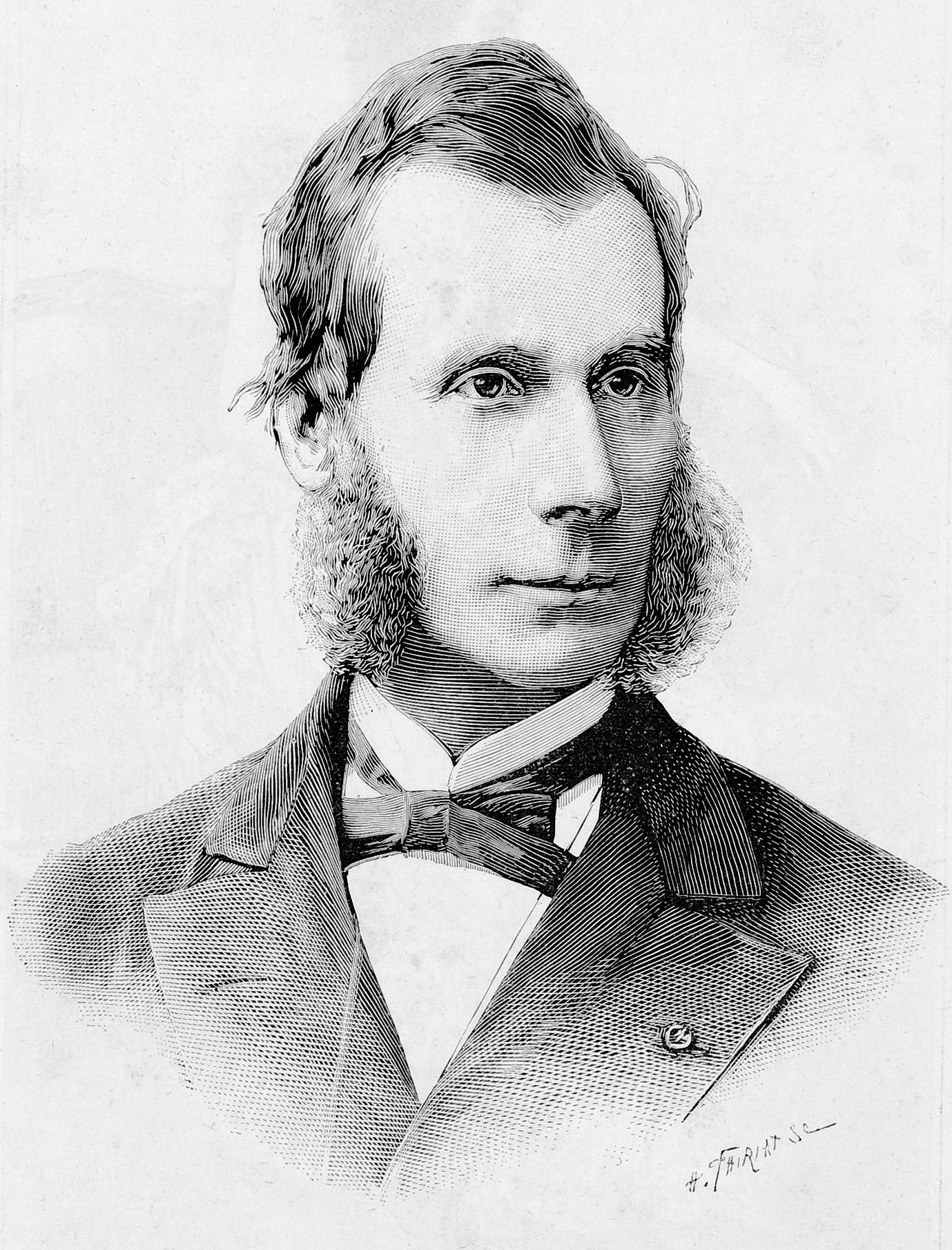
Fustel de Coulanges

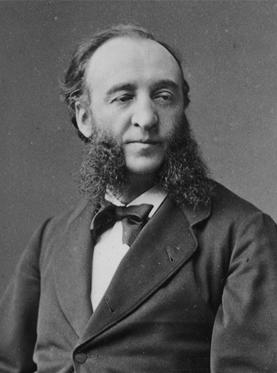
Jules Ferry

Déjà en 1843, Claude-François Lallemand publia Le hachych, où il prévoyait une future union de néo-latins "Ibères, Italiens et nous-mêmes", dirigée par la France et avec pour capitale Marseille, car elle est située au centre de l'arc. Cette idée a été retrouvée en 1862 à l'Armana Prouvençau et dans la Conférence de Marseille de 1882. L'Idée Latine, aussi exposée pour le languedocien Alphonse Roque-Ferrier(1844-1907) - qui depuis 1878 sous patronage initial de Frédéric Mistral a célébré les fêtes latines afin de promouvoir une fédération latine agile et tolérante, dans celles qui étaient célébrées trouvées internationales (Catalans, Roumains, Italiens) mais sans engagement politique et ouverte aux Italiens et aux Roumains. 
Nous pouvons trouver des éléments qui définissent la latinité :
- L'idée latine, conscience d'appartenir au monde latin, commencée avec l'amitié catalane et 1870 avec la Revue depuis langues Romanes, le cinquième Centenaire de Pétrarque, qui avait fondé l'Académie du Sonnet est célébré en 1874 quand plusieurs personnalités italiennes se joignirent au mouvement felibre, patronnées par Léon de Berluc-Pérussis (1835-1902). Ils|Elles y annoncèrent l'ambassadeur italien Costantino Nigra, Théodore Aubanel et Félix Gras, auteur d'un Catechisme dóu bon felibre (1893). C'est alors que Tourtolon et Roque-Ferrier indiquèrent des aspects de la réalité historique de solidarité latine inconsciente (Charlemagne, Charles V, Louis XIV, les Bourbon), et le remarquèrent aux fêtes latines de Forcalquier et de Gap en 1886. Ils affirmèrent même que la Confédération Latine devait se borner, non seulement en Europe, mais aussi en Amérique, bien qu'ils fussent plutôt luthériens.

- L'Empire du Soleil, exposé à la Conférence de Marseille du 25 novembre 1882.

Il a déjà été revendiqué par Frédéric Mistral aux Jeux Floraux de Montpellier en 1875, où participa le roumain Vasile Alecsandri. Il était considéré comme l'Empire des Sept Nations Latines (L'Espagne, la Catalogne, la France et son Midi, le Portugal, l'Italie et la Roumanie). La conférence aborda aussi la protection de la langue provençale, en réponse aux accusations de séparatisme faites par les considérations de l'Empire. Constantino Nigra, Vasile Alecsandri, et Frederic Donnadieu y participaient. La capitale de l'Empire devait être Marseille pour son terrain culturel et artistique, malgré la commune et les réfractaires à la réforme orthographique du provençal. Mais l'Italie venant de faire son unification, la Roumanie luttant contre le panslavisme, et la Catalogne réaffirmant la sauvegarde de son identité n'étaient pas prêtes pour se lancer dans l'aventure. Plus tard, l'Italie a signé la triplice avec l'Empire allemand et l'Autriche-Hongrie, ce qui a été rejeté par Mistral.

### L'idée fédérale
Au XIXe siècle, l'idée fédérale est théorisée, entre autres, par Joseph Proudhon. L'idée fédérale est partagée par de nombreux courants politiques, à gauche comme à droite. En 1891, est apparue la revue provençaliste et fédéraliste L'Aïoli ou l'œuvre de félibres comme Folco de Baroncelli-Javon (1869-1943), Frédéric Amouretti, Auguste Marin (1860-1904) et Charles Maurras. En 1892 ils publient à Paris le Manifeste des Félibres Fédéralistes qui tente de rassembler tous les champs politiques puisque sont évoqués les termes de fédéralisme, confédération, régionalisme, décentralisation et provincialisme. Le texte est proche de l'idée d'un fédéralisme d'aspect traditionaliste et catholique et réclame le retour de la monarchie. D'ici en surgiraient deux synthèses dans le mouvement pour la décentralisation :
- Le mouvement progressiste, d'aspect fédéraliste et proudhonienne et qui offrait un programme politique avec des considérations économiques et sociales. Louis-Xavier de Ricard, traducteur de Francisco Pi i Margall, auteur de Le Fédéralisme[2], traducteur avec Forès de la Déclaration des Droits de l'Homme et quelques textes d'histoire locale en occitan, contraire à l'apolitisme de Mistral et précurseur du Félibre Roux. En 1876 il avait fondé avec Maurice Faure le centre La cigalo afin de servir de mouvement linguistique, politique et littéraire du Midi, et qui essaya de battre à soi-même le félibre d'Avignon, assez conservateur et instrument de l'église. Le félibre Roux voulait faire prévaloir les intérêts des tendances républicaines dans la rédaction des nouveaux statuts des félibres, contre l'apolitisme de Mistral, et créer une minorité républicaine dans le mouvement félibre (et à la fois faire prévaloir la spécificité languedocienne dans la tradition de lutte pour la liberté et contre la centralisation monarchique) et créer un organe républicain en Languedoc. Celui-ci serait La Lauseto, hebdomadaire socialiste et anticlérical duquel quatre numéros furent publiés entre 1877 et 1879 et où  collaborèrent endemés de Ricard, Forés, Jean Aicard, Félix Gras, Alban Germain, Napoleon Peirat et Lon Cladel (1835-1892), entre d'autres. Ceux-ci croyaient que le fédéralisme pouvait ressusciter la patrie romaine, récupérer la tradition des girondins, Albigeois et autres hétérodoxes. Il pensait que les Latins étaient hostiles aux traditions unitaires et criait pour l'ancienne liberté ibérique, et que la Patrie Latine avait une mission presque providentielle influencée par le romantisme, et pas du tout incapable par Edgar Quinet ou Augustin Thierry.

Il a aussi enlevé la théorie des cercles concentriques : 1) Cercle central, village ou communauté, 2) province, 3) nation, 4) race, qui est une confédération de nations apparentées. Cette fédération est dans la tradition même du peuple.
- Dans le progressisme, surmanière le catalan Francisco Pi i Margall, président de la Première République espagnole et auteur de Las nacionalidades (1877), a influencé et crié la souveraineté totale de l'homme contre la centralisation, où il faut un contrat social afin d'éviter l'antagonisme entre liberté et autorité, basé sur les cercles concentriques famille-bourg-province-nation. Son fédéralisme était basé sur la géographie et l'histoire, et où l'indépendance n'était point synonyme de séparatisme. Valeri Bernard et les Marseillais Jules Boissière et Louis Funel fonderaient le groupe fédéraliste Lou Roble di Jouve sous certaines influences marxistes, Jean Lombard fonderait en 1879 le Parti du Travailleur Socialiste de France (PTSF), où ils détachèrent Antide Boièr, Auguste Marín, Pèire Bertas (socialiste et fédéraliste influencé par Pin et Ivraie et par Proudhon), et les languedociens Prosper Estieu, Antonin Perbosc et Ricard, qu'ils invitaient les revendications ouvrières à la presse locale en occitan. Le 1890 Pèire Bertas prononce une conférence en Marseillais, La naciounalita prouvençalo e lou Felibrige.

- Le mouvement Conservateur. León de Berluc-Perussis adopta le programme décentralisateur du « comte de Chambord » et la Déclaration des jeunes felibres du 22 février 1892. Le mouvement se situera dans la renaissance littéraire romantique, influencé par le néo-traditionalisme de Taine, qui influencerait aussi bien sur Charles Maurras que sur le catalan Prat de la Riba. Berluc considère comme une trinité Mistral, Le Play et Caumont, auxquels Paul Marieton (1882-1902) s'unirait plus tard, auteur de L'Idée latine (1883). Maurras parlerait aussi de Joseph de Maistre, d'Ernest Renan, de Frédéric Amouretti, d'Auguste Comte et de Fustel de Coulanges. Mais Berluc-Perussis est considéré aujourd'hui comme le véritable doctrinaire de la défense de la langue d'oc, puisqu'il distingue clairement les domaines poétique, linguistique et politique du mouvement ; d'autre part, il est l'origine de l'action pour la sauvegarde de la langue comme moyen pour le ravivage national. Il voit la décentralisation comme un patriotisme provincial, L'idée provinciale, d'aspect décentralisateur et fédéraliste, termes qu'il utilise confusément. Néanmoins, le 1886 Paul Marieton refusa le fédéralisme pour réclamer la décentralisation, en s'opposant ainsi à Ricard. En 1892 il pensait que le régionalisme, le romantisme, la fraternité du Peuple d'Oc, l'Idée Latine et le fédéralisme étaient des versants du même idéal du Félibrige. Ces thèses sont aussi illustrées en Catalogne par Francesc Cambó.

### La décentralisation française en panne (finXIXesiècle)
La Déclaration des jeunes félibres de 1892, de Frédéric Amouretti et Charles Maurras, est concomitante aux Bases de Manresa en Catalogne et influencé par Berluc-Perussis qui voulait faire peser la question décentralisatrice dans la vie politique. Ils ont été félicités par les fédéralistes marseillais A. Marin et P. Bertas, ainsi par Ricard, mais ils ont été reçus avec des réserves pour Gaston Jourdanne, qui pensait que le but du fédéralisme n'était pas de reconstituer les circonscriptions de l'ancien régime.
En 1898, Bertas est nommé adjoint du maire socialiste de Marseille, Dr. Flassières. Depuis l'occupation de son poste, la politique protectionniste de Paris est dénoncée comme nuisible au commerce marseillais. Il réclame donc un port franc géré par les autorités municipales, raison par laquelle il a été taxé de séparatiste. En 1891 le félibre républicain et capoulié Félix Gras réclama aussi une décentralisation, mais il était partisan de conserver la langue « pour parler du pays », puisqu'elle « était frère de la belle langue nationale, le français » (Discours aux Jeux Floraux de Carpentras de 1892). La décentralisation sera envisagée seulement au niveau municipal, et pour cela considérée négative. Comme il coïncida avec le Manifeste des Jeunes Félibres, où fédéralisme était comparé à régionalisme. D'autre part, en 1885, Marseille envoie au Parlement français les deux premiers députés du Parti ouvrier français, Antoine Boyer et Clovis Hugues. Ce dernier est partisan de l'emploi des langues provinciales (nom au XIXe siècle des langues régionales).
La majorité parlementaire des premières années de la République fait voter les lois marquantes sur l'éducation dans les années 1883-1885 (lois Ferry sur la scolarisation obligatoire, gratuite, laïque). Le français étant la langue écrite du pays depuis plusieurs siècles, elle est choisie pour être la seule langue d'enseignement à l'exception naturellement des langues étrangères. Les langues régionales n'obtiennent pas de place dans ce cursus malgré un net regain de prestige depuis le début du siècle. C'est pourtant à cette période que le terme de patois commence à être remplacé par le terme de langue (provinciale puis régionale au XXe siècle). Peu de voix se lèvent à l'hémicycle pour protester. Jean Jaurès, un des principaux fondateurs en 1901 du Parti socialiste français, déclare pourtant dans Revue de l'Enseignement Primaire le 15 octobre 1911 que la languedocien peut servir à mieux comprendre la latinité du français et justifie ainsi son usage à l'école : "Même sans apprendre le latin, ils [les élèves] seraient conduits, par la comparaison systématique du français et du languedocien ou du provençal, à entrevoir, à reconnaître le fonds commun de latinité d'où émanent le dialecte du Nord et le dialecte du Midi".

## Décentralisation et régionalisation auXXesiècle

### Le régionalisme occitan au début duXXesiècle
Léon Daudet (1867-1942) et Charles Maurras (1868-1952), qui se sont réclamés de l'héritage de Frédéric Mistral (1830-1914), tentent de récupérer le courant provincialiste dans le nationalisme français. 
Tandis qu'un néo-régionalisme rejetant le félibrisme, considéré comme passéiste, se développe dès l'entre-deux-guerres. C'est le dynamique catalanisme incarné par le modernisme catalan qui est alors pris comme modèle.

### Collaboration et résistance pendant la seconde guerre mondiale
Certaines personnalités du félibrige et de la société d'études occitanes (SEO) ont été discrédités par leur implication dans le régime de Vichy. 

### Conséquences dans l'après-guerre
L'Institut d'Estudis Occitans (IEO) fondé selon l'exemple catalan est créé en 1945 avec un message clair: c'est un rejeton de la résistance française. 
Fortement désorganisé par les évènements d'après-guerre, le courant provincialiste méridional peine à se recomposer et prend des formes hétérogènes. Par exemple, dans les années 1970/1990, naissent des refus de l'unité de l'occitan (tentatives de sécessionnisme linguistique).

### La découverte duproblème occitan
La crise de Decazeville est considérée comme le vecteur de la revendication occitaniste moderne.

### La décentralisation culturelle
Le philosophe Félix-Marcel Castan (1923-2001) est devenu le meneur des réflexions sur la décentralisation culturelle dans l'occitanisme. Son œuvre mettra en avant :
- L'anti-narcissisme historique des peuples de langues d'oc (aucun mouvement pour la création d'un royaume ou d'un État propre).
- La participation pionnière et de premier plan des écrivains occitans à l'idée d'une Nation française contractuelle, non ethnique.
- La logique anti-unitariste, donc culturellement pluraliste, de toute la littérature occitane, de l'époque post-troubadouresque à aujourd'hui.

Il a redonné aux troubadours leur rôle littéraire incontournable. Il a rappelé l'importance de Olympe de Gouges (1748-1793), cette pionnière du féminisme. Son influence se fait toujours sentir dans l'occitanisme d'aujourd'hui, notamment à travers la Ligne Imaginot et la diffusion de ces œuvres par l'association des éditions Cocagne.